# Space age pop
Space age pop je hudební žánr spojený s mexickými a americkými skladateli a textaři kosmického věku 50. a 60. let 20. století. Také bývá označován jako bachelor pad music nebo lounge music. Space age pop se inspiroval duchem doby, optimismem založeným na silném poválečném hospodářství a technologickém boomu a nadšením z prvních letů do vesmíru. Ačkoli neexistuje přesné datum nebo rok, kdy žánr vznikl, producent Irwin Chusid tvrdí, že vrchol žánru nastal „zhruba mezi roky 1954 a 1963 — mezi počátkem hi-fi a příchodem Beatles“.
Tento hudební styl není omezen na jeden žánr a nebývá ho tedy snadné zařadit. Existuje několik stylů, které jej mohly ovlivnit: vážná hudba od skladatelů jako byli Ravel a Debussy, big bandová hudba 40. let a různé exotické styly, například samba, latinská hudba či kalypso jazz. Space age pop je příbuzný s žánry lounge, exotica nebo beautiful music a může být považován za předchůdce hudebního žánru space music. Space age popové nahrávky často mají přebaly s tematikou vesmíru, například s raketami, měsíční krajinou nebo mimozemskými ilustracemi.

## Žánr a styl
Space age pop přinesl do populární hudby řadu inovací. Na počátku 50. let představovaly desky jedny z prvních ukázek konceptuálních alb a využívaly také nejstarší formy vícekanálového prostorového zvuku, a sice kvadrofonního – na deskách se poprvé objevily čtyřkanálové nahrávky v roce 1957.
Přestože se skladby ve stylu space age pop liší různým přístupem ke stylu, rytmu, kompozici a aranžemi, objevují se v nich i některé podobnosti. Mnoho skladatelů například využívalo smyčcový orchestr pro vřelejší a barvitější zvuk, často v kombinaci s latinskou perkusní sekcí. Také se využívala řada klávesových nástrojů, od klavíru přes marimby po varhany, a občas dokonce i těremin pro dosažení zvuku „z jiného světa“. Aranže bývaly velmi originální, humorné a hravé. Dokonce i přebaly alb mívaly vesmírné či modernistické motivy.
Pro skladatele bývalo také běžné jako základ pro své skladby a nahrávky používat známé jazzové standardy, například Harlem Nocturne, Caravan nebo Autumn Leaves. Mezi skladateli kosmického věku byly populární i skladby klasické hudby, ale téměř vždy je upravili do lehčí formy.

## Návrat space age popu na začátku 90. let
Přestože po roce 1963 space age pop upadl v zapomnění, vrátil se na výsluní na začátku 90. let, což vedlo k vydání CD kolekce vesmírné hudby Juana Garcíi Esquivela s názvem Space-Age Bachelor Pad Music; prodalo se přes 70 000 kopií. Undergroundová popová kapela Stereolab vydala v roce 1993 EP s názvem Space Age Batchelor Pad Music [sic], o kterém se tvrdí, že značným způsobem zvýšila povědomí o kapele.

## Skladatelé spojení s žánrem
- Juan Garcia Esquivel
- Dick Hyman
- Hugo Montenegro
- Les Baxter
- Henry Mancini
- Ferrante & Teicher
- Bob Thompson
- Vjačeslav Mešerin
- Bobby Hammack
- Randy Van Horne
- Dean Elliott

## CD kompilace
- Melodies and Mischief: The History of Space Age Pop Vol. 1, RCA 07863 66645-2
- Mallets in Wonderland: The History of Space Age Pop Vol. 2, RCA 07863 66646-2
- The Stereo Action Dimension: History of Space Age Pop Vol. 3, RCA 07863 66647-2
- Ultra-Lounge, Vol. 3: Space Capades, Capitol 7 2438-35176-2
- "RE/SEARCH: Incredibly Strange Music Vols. 1 & 2," Caroline Records 1993 (Vol. 1) & Asphodel Records 1995 (Vol. 2)

## Významné skladby space age popu 50. a 60. let
- "From Another World" od Sida Basse (RCA Vik)
- Re-Percussion" od Dicka Schoryho
- "Wired For Sound" (RCA Vik) a "Soundpower!" od Martyho Golda
- "Other Worlds Other Sounds" od Esquivela
- "Skin Diver Suite" od Lea Diamonda
- "Persuasive Percussion" od Enocha Lighta (Command)
- "Sputnik (Satellite Girl)" od Jerryho Englera a The Four Ekkos (Brunswick Records), 1957. (rockabilly)
- "Telstar" složná Joem Meekem a provedena The Tornados (Decca / London Records), 1962.